# 索博尔奇-索特马尔-拜赖格州
48°02′22″N 22°00′12″E / 48.0394954°N 22.00333°E
索博尔奇-索特马尔-拜赖格州（匈牙利語：Szabolcs-Szatmár-Bereg megye，發音：[ˈsɒbolt͡ʃ ˈsɒtmaːr ˈbɛrɛɡ]）是匈牙利東北部的一個州，與斯洛伐克、烏克蘭及羅馬尼亞接壤。面積5,936平方公里，人口562,357（2015年）。首府尼賴吉哈佐。

## 行政区划

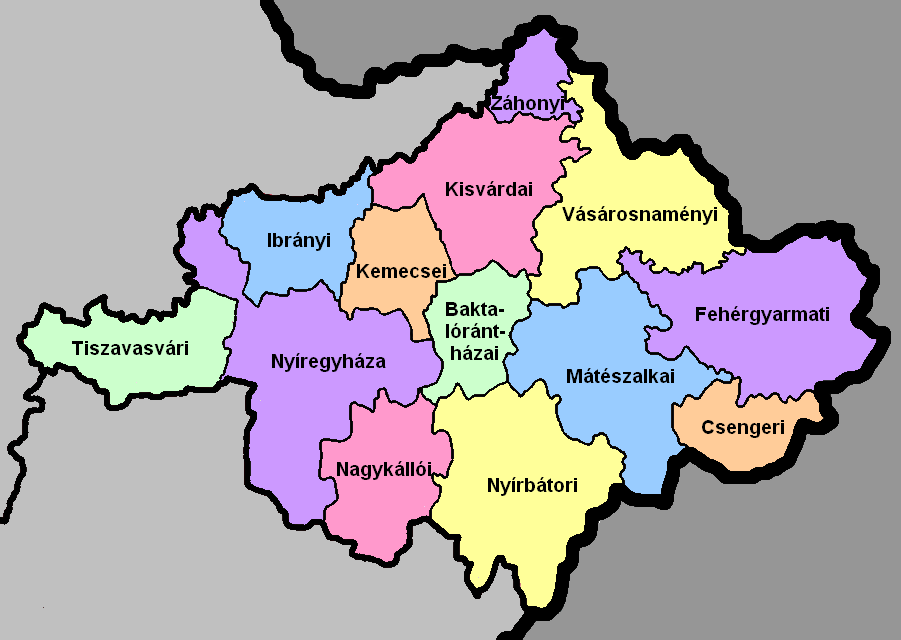
索博尔奇-索特马尔-拜赖格州的区份

### 区份
- 包克陶洛蘭特哈佐區
- 琴盖尔区
- 费黑尔焦尔毛特区
- 伊布拉尼区
- 凱邁切區
- 小瓦尔道区
- 马泰绍尔考区
- 大卡洛区
- 尼尔巴托尔区
- 尼赖吉哈佐区
- 蒂萨铁堡区
- 瓦沙罗什瑙梅尼区
- 扎霍尼区

### 市镇
下設1个州级市、27个城鎮、15个大村和186个村庄。
1. ↑  nepesseg.com, population data of Hungarian settlement
2. ↑  Regions and Cities > Regional Statistics > Regional Economy > Regional GDP per Capita, OECD.Stats. Accessed on 16 November 2018.